# 世界骨质疏松日
世界骨质疏松日（World Osteoporosis Day）是一个于1996年6月24日由英国国家骨质疏松学会创办纪念日。1998年，世界卫生组织将世界骨质疏松日改定为每年10月20日。由国际骨质疏松症基金会（IOF）组织全球90多个国家开展活动，旨在提高预防，诊断和治疗骨质疏松症和代谢性骨病的认识。